# Tora-hartenbeest
Het tora-hartenbeest (Alcelaphus buselaphus tora) is een ondersoort van het hartenbeest, die voorkomt in Eritrea en Ethiopië. De ondersoort is mogelijk uitgestorven in Soedan. Het is een van de meest kritiek bedreigde grote zoogdieren ter wereld, bedreigd door stroperij en verlies van leefgebied. Er zijn misschien niet meer dan 250 individuen over in het wild en er is geen populatie in gevangenschap, aangezien er geen actie is ondernomen om de ondersoort in stand te houden.